# Rhabdomastix chilota
Rhabdomastix chilota är en tvåvingeart som beskrevs av Alexander 1929. Rhabdomastix chilota ingår i släktet Rhabdomastix och familjen småharkrankar. Inga underarter finns listade i Catalogue of Life.